# 杵築市立図書館
杵築市立図書館（きつきしりつとしょかん）は、大分県杵築市にある公立図書館である。

## 概要
杵築市における図書館は、1911年（明治44年）の「梅園文庫」に始まるもので、長い歴史を有している。しかしながら、1978年（昭和53年）に建設されたかつての施設は延べ床面積が360m2と狭隘で、老朽化を進んでいた。
そこで、新図書館の建設が計画され、2018年（平成30年）3月24日に新図書館が杵築市南杵築に移転し開館した。新図書館は、城下町に合った和風の外観とされており、また、スペースが大幅に拡大されて約15万冊までの蔵書に対応している。

## 開館時間
- 開館時間
  - 平日：10:00 - 18:00
  - 土・日曜：9:00 - 17:00
- 休館日：火曜日、祝日、年末年始[7]

## 施設概要
- 鉄筋コンクリート構造2階建て[2]
- 延床面積 - 2,070m2[2]